# Podokoyo
Podokoyo is een bestuurslaag in het regentschap Pasuruan van de provincie Oost-Java, Indonesië. Podokoyo telt 1804 inwoners (volkstelling 2010).